# Sternbahn

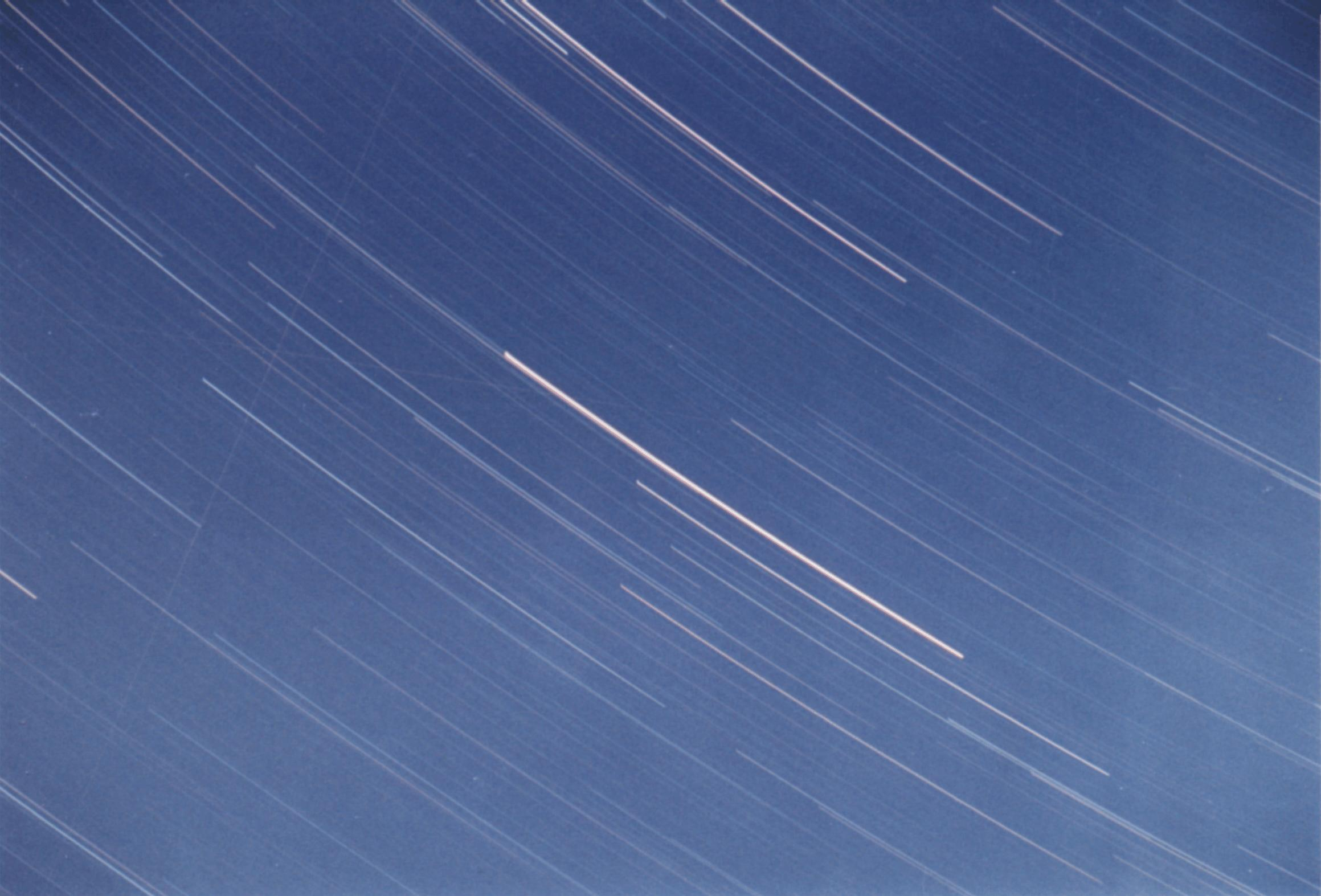
Strichspuraufnahme mit zwei Satellitenbahnen links

Unter einer Sternbahn versteht man die Spur, welche ein Fixstern infolge der Erdrotation durch das Gesichtsfeld eines Fernrohrs zieht oder auf dem fotografischen Film oder dem CCD-Sensor einer Kamera hinterlässt. Bisweilen versteht man darunter auch die scheinbare Bahn eines Gestirns relativ zu den benachbarten Objekten des Sternhimmels. Sternbahnen sind eine Sonderform der Bahnlinien und bei fotografischer Abbildung annähernd kreisförmig.

## Messungen an scheinbaren Sternbahnen
In der Astronomie und Geodäsie werden solche Sternbahnen mit Präzisionsinstrumenten vermessen – je nach Aufwand und Zweck mit Genauigkeiten von 1″ bis herab zu 0,01″, mit Astrometriesatelliten sogar bis 0,001″. Diese Messungen können erfolgen:
- visuell am Fadennetz als Stoppung eines Sterndurchgangs oder mit halbautomatischer Nachführung (unpersönliches Mikrometer)
- mit fotografischer bzw. elektronischer Bildverarbeitung
- mit teil-automatisierten Spezialinstrumenten wie Komparator, verschiedenen Messmikroskopen oder mit Scanning-Methoden.

Die Messung scheinbarer Sternbahnen ist die Basis vieler Methoden der Astrometrie und Astrogeodäsie – unabhängig davon, nach welcher der o. g. Methoden man die Durchgänge beobachtet. Auch in der Raumfahrt sind Analysen aufgenommener Sternspuren manchmal ein Hilfsmittel zur Ortung oder Kurskorrektur.

## Andere Anwendungen
Die scheinbare Bewegung von Sternen dient auch noch anderen Zwecken, etwa
- in Planetarien oder auf Volkssternwarten, um die Erddrehung zu demonstrieren
- zur Bestimmung der scheinbaren Durchmesser von Planeten (der Sternhimmel dreht sich mit ca. 15″ pro Sekunde, sodass z. B. Jupiter bei mittlerer Größe von 45″ genau 3,0082 s / cos δ benötigt, um das Fadenkreuz zu überqueren)
- zur Bestimmung von Vergrößerung oder Gesichtsfeld von Teleskopen
- zur Abschätzung von Instrumentenfehlern und des Taumelns mechanischer Achsen
- bei Kurzzeit-Aufnahmen zur Erstellung einer genäherten Sternkarte
- für ansprechende Bilder – etwa vom Sternhimmel, wie er sich scheinbar um den Polarstern dreht.